# Edmond Wibaut
Edmond Victor Antoine Joseph Wibaut (Doornik, 23 februari 1867 - aldaar, 24 maart 1956) was een Belgisch advocaat, bankdirecteur en politicus voor de Katholieke Partij en diens opvolger het Katholiek Verbond van België. Hij was burgemeester van Doornik.

## Levensloop
Wibaut werd in 1904 voor het eerst verkozen tot gemeenteraadslid te Doornik en hij werd na de overwinning van de Katholieke Partij bij de verkiezingen van 1907 schepen van werk. Hij bleef dit tot 1919 en werd vervolgens burgemeester van deze gemeente. Hij bleef dit tot 1925 en van 1927 tot 1933.
Op 11 oktober 1916 werd hij gedeporteerd omdat hij zich had verzet tegen de opvordering van werklozen door de Duitsers tijdens de Eerste Wereldoorlog. Hij werd vrijgelaten eind september 1917 en keerde naar Doornik terug op 25 november 1918.
Er is in Doornik sinds 9 september 1966 een straat naar hem vernoemd.
Ook zijn dochter Gisèle Wibaut stapte later in de politiek en werd gemeenteraadslid, schepen en senator.